# Dudua setilegula
Dudua setilegula – gatunek motyli z rodziny trociniarkowatych i podrodziny Olethreutinae.
Gatunek ten opisany został po raz pierwszy w 2012 roku przez Józefa Razowskiego i Janusza Wojtusiaka na łamach „Acta Zoologica Cracoviensia”. Jako lokalizację typową wskazano Nsukka Forest Reserve w nigeryjskim stanie Anambra.
Motyl osiągający około 14 mm rozpiętości skrzydeł. Głowa i tułów są brązowawe. Skrzydło przednie jest słabo rozszerzone ku szczytowi, z lekko wypukłą krawędzią kostalną oraz wypukłym, nieco ukośnym brzegiem zewnętrznym. Ubarwienie ma beżowokremowe z brązowawymi przyciemnieniami i kreskowaniem oraz brązowym wzorem obejmującym łatkę nasadową, przerwaną przepaskę środkową i przepaskę subterminalną. Skrzydło tylne jest brązowe z jaśniejszą strzępiną. Genitalia samca mają szeroki i włochaty unkus, owłosiony wyrostek towarzyszący, słabo zesklerotyzowany gnatos, dość smukłą walwę, wysklepiony sakulus, smukły kukulus z niewyraźnym płatem brzusznym zaopatrzonym w grupę mocnych włosków oraz długi i cienki edeagus.
Gatunek afrotropikalny, znany tylko z Nigerii.